# Карл Андре
Карл Андре (на английски: Carl Andre) е американски художник, представител на минимализма.

## Биография и творчество
Роден е на 16 септември 1935 г., в Куинси, Масачузетс, САЩ.
Характерни черти на неговите скулптури са използването на доста, а да не кажем и основно промишлени материали. Той се стреми творбите му да се сливат с пейзажа, но и да грабне хората с простите фигури, сякаш не на мястото си, но така добре сливащи се с всичко околно, като кубове, диаграми, линии и доста още геометрични фигури. Негови творби стоят на видни места в много градове в САЩ.